# Буковинські водоспади
Букови́нські водоспа́ди — група водоспадів, ландшафтний заказник місцевого значення в Україні. Розташовані в Покутсько-Буковинських Карпатах, у межах Вижницького району Чернівецької області, неподалік від східної частини села Розтоки (присілок Смугарь). 
Площа природоохоронної території 38,5 га. Перебуває у віданні Розтоківської сільської ради. 
Русло потоку Смугар (права притока Черемошу) та більшість його лівих приток перетинають виходи масивних пісковиків, вапняків, сланців — вони формують низку водоспадів. На відстані 2 км — вісім водоспадів різної потужності й висоти: від 3 м до  19 м, що є унікальним явищем для Українських Карпат. 
Буковинські водоспади мають також іншу назву — Смугарські водоспади.

## Водоспади
- Ковбер — розташований безпосередньо на струмку Смугар; за шириною більший, ніж за висотою, яка сягає 3,5 м. Названий на честь пана, який при Румунії побудував тут бетонну стінку для забору води для водяного млина.
- Сич — розташований на лівій притоці струмка Смугар за 200 м від злиття двох струмків. Вертикальний водоспад, що утворився шляхом розмивання водою сірих дрібнозернистих пісковиків. Висота становить 10,8 м, ширина 1 м, довжина потоку води — 13 м. Існує дві версії щодо походження назви: перша — це особливе шипіння (сичання) води, друга — наявність тут у минулому сичів, які лякали ночами пізніх подорожніх.
- Нижній Гук — розташований безпосередньо на струмку Смугар. Вертикального типу, двокаскадний, висота верхнього 2 м, нижнього — 5 м, ширина — 5,8 м. Водоспад прорізує товщу пісковиково-алевролітового флішу. Назва походить від слова «гук», що означає звук, шум, гул.
- Ворота — розташований безпосередньо на струмку Смугар, майже 1 кілометр вгору від Нижнього Гуку; висота 3,5 м, ширина — близько 2 м. Назва водоспаду зумовлена формою скелі, яку перетинає струмок, утоворюючи сам каскад. А також шлях до подальших водоспадів пролягає безпосередньо через Ворота.
- Середній Гук — розташований на лівій притоці струмка Смугар, який на 250 м вище за течією від Воріт. Водоспад утворюється при злитті притоку зі струмком Смугар. Трикаскадний водоспад вертикального типу. Заввишки 11 м, ширина коливається від 1 до 6 м. Водоспад розширюється зверху донизу і нагадує силует нареченої у весільному вбранні. За переказами, вода у водоспаді має цілющі властивості.
- Великий Гук — розташований на лівій притоці струмка Смугар на відстані 500 м вище за течією від Середнього Гука. Це найкрасивіший і найвищий водоспад; його висота близько 19 м.
- Підверхній Гук — розташований на відстані приблизно 200 м вище за течією від Великого Гука. Висота сягає бл.6 м, ширина - до 1 м.
- Верхній Гук — останній, восьмий водоспад; заввишки близько 7 м, ширина - до 1 м.

Водоспади номінувались на звання одного зі Семи природних чудес України і за результатами інтернет-голосування посіли дев'яте місце.

## Туристичні маршрути
В селі Розтоки вздовж струмка Смугар проходить ґрунтова дорога. До водоспаду Ворота можна дістатися автомобілем. Вище за течією річище струмка звужується, і дорога переходить в стежку. До водоспадів Середній Гук, Великий Гук, Підверхній Гук та Верхній Гук можна дістатися тільки пішки. Стежка проходить вздовж основного русла струмка і неодноразово перетинає його, у зв'язку з цим прохід під час паводків і сильних дощів може бути обмежений стрімким потоком води. Біля кожного водоспаду, окрім Підверхнього та Верхнього Гуків встановлено інформаційні таблички з описом та характеристиками конкретного водоспаду. Паралельно зі стежкою основним руслом струмка Смугар, правим берегом проходить інша стежка, яка виходить у верхів'я струмка та з'єднується зі стежкою, що веде до скель Протяте Каміння і Соколине Око.

## Галерея

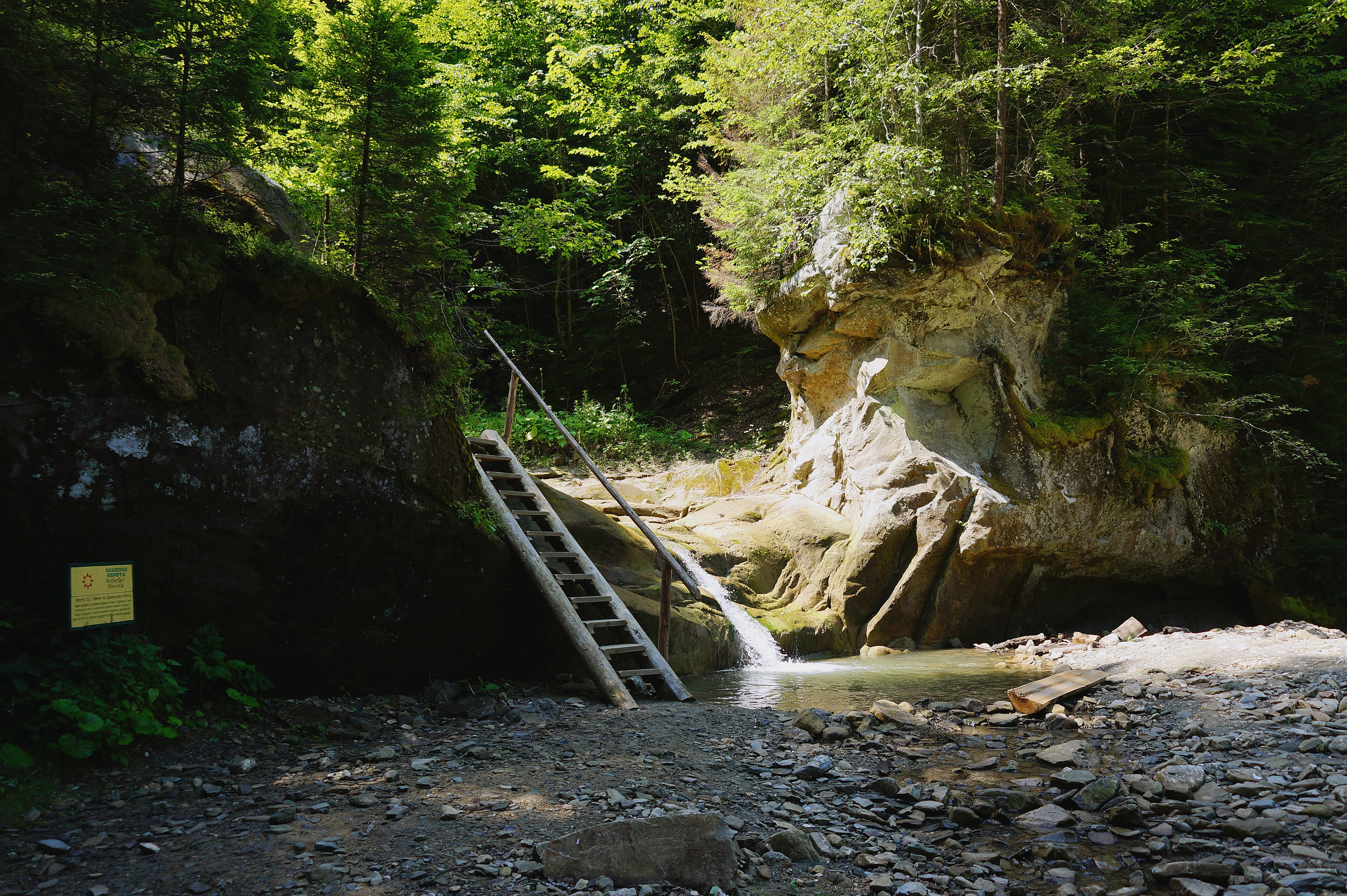
Ворота
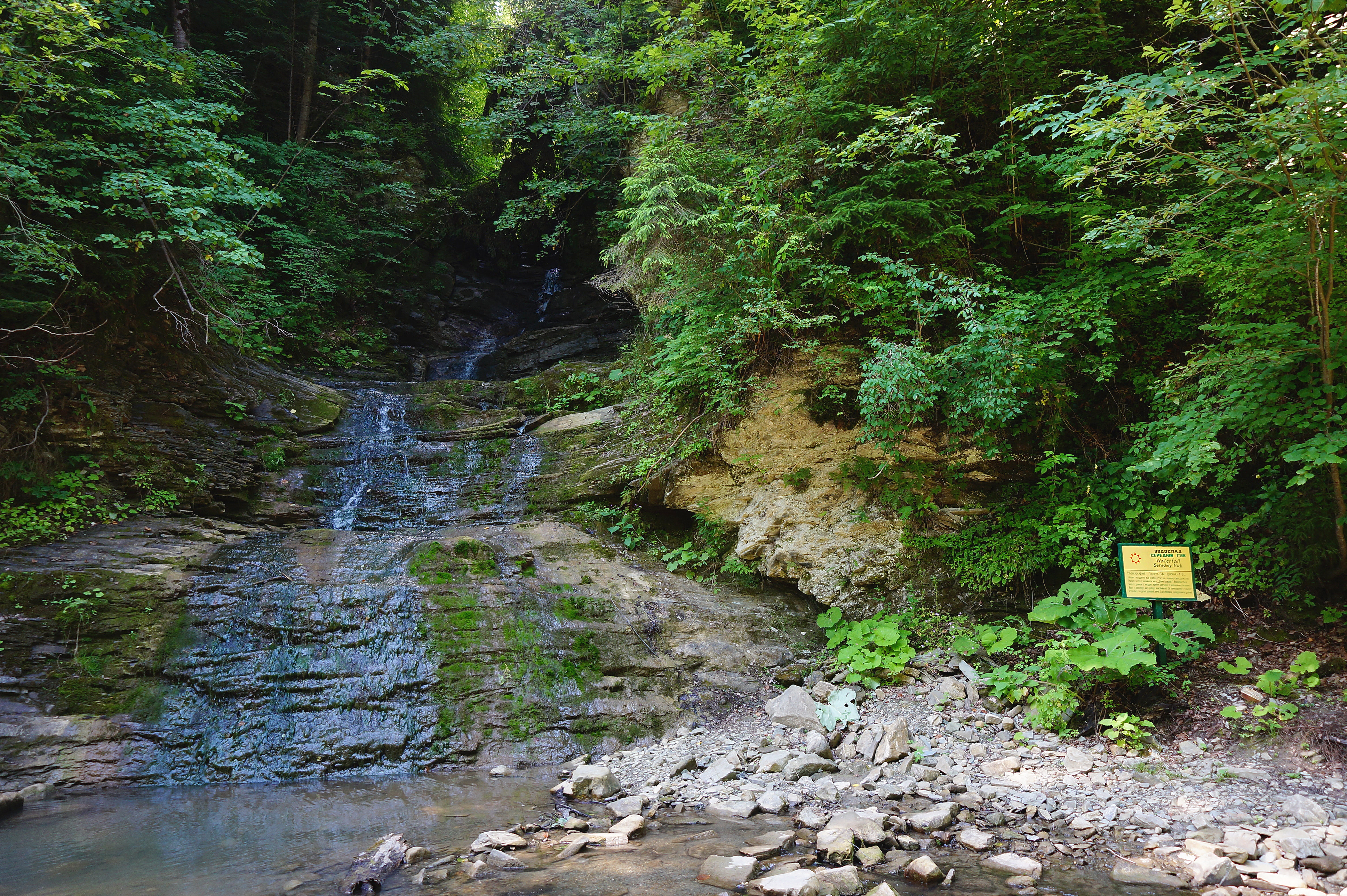
Середній Гук
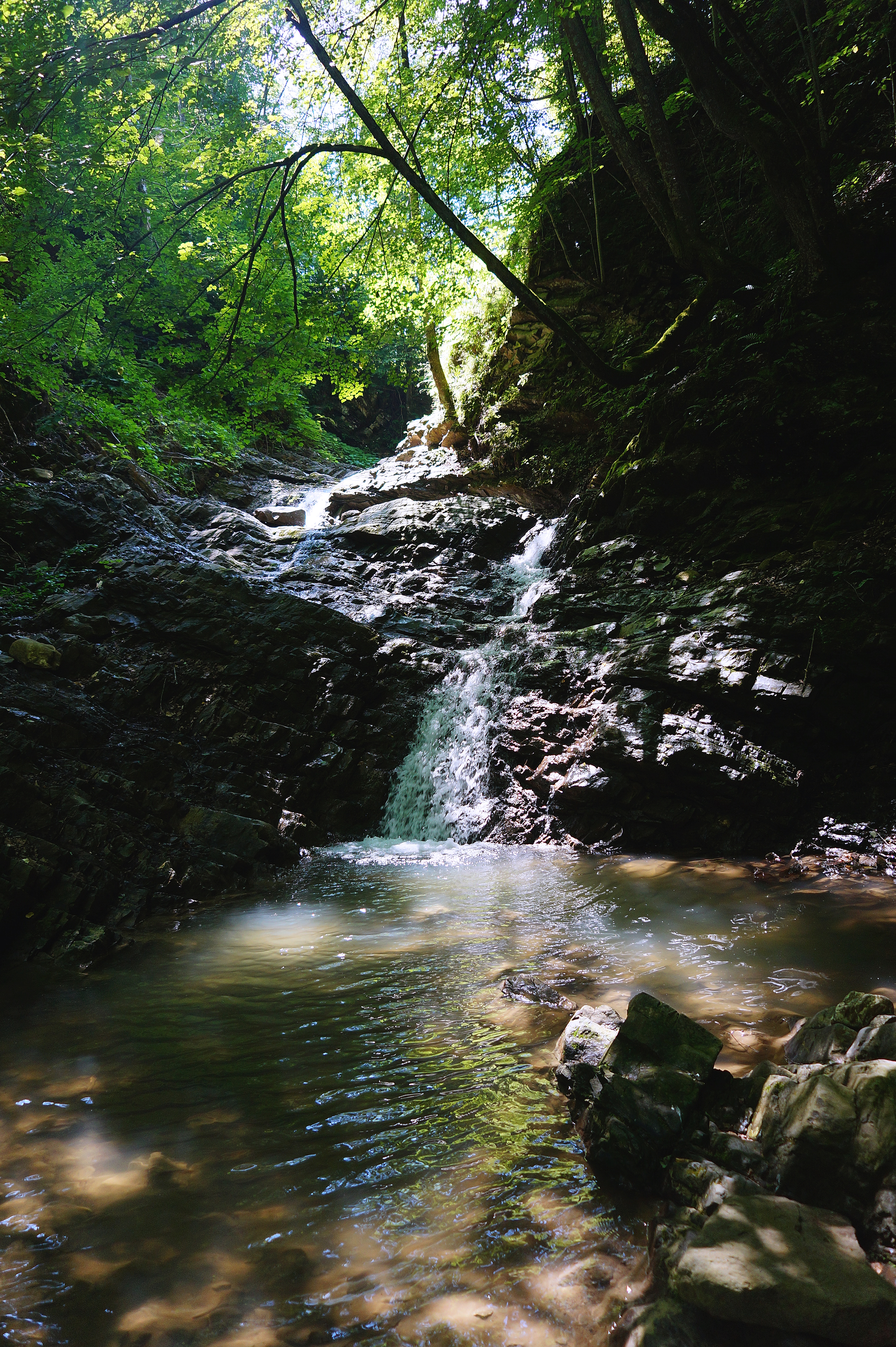
Нижній Гук
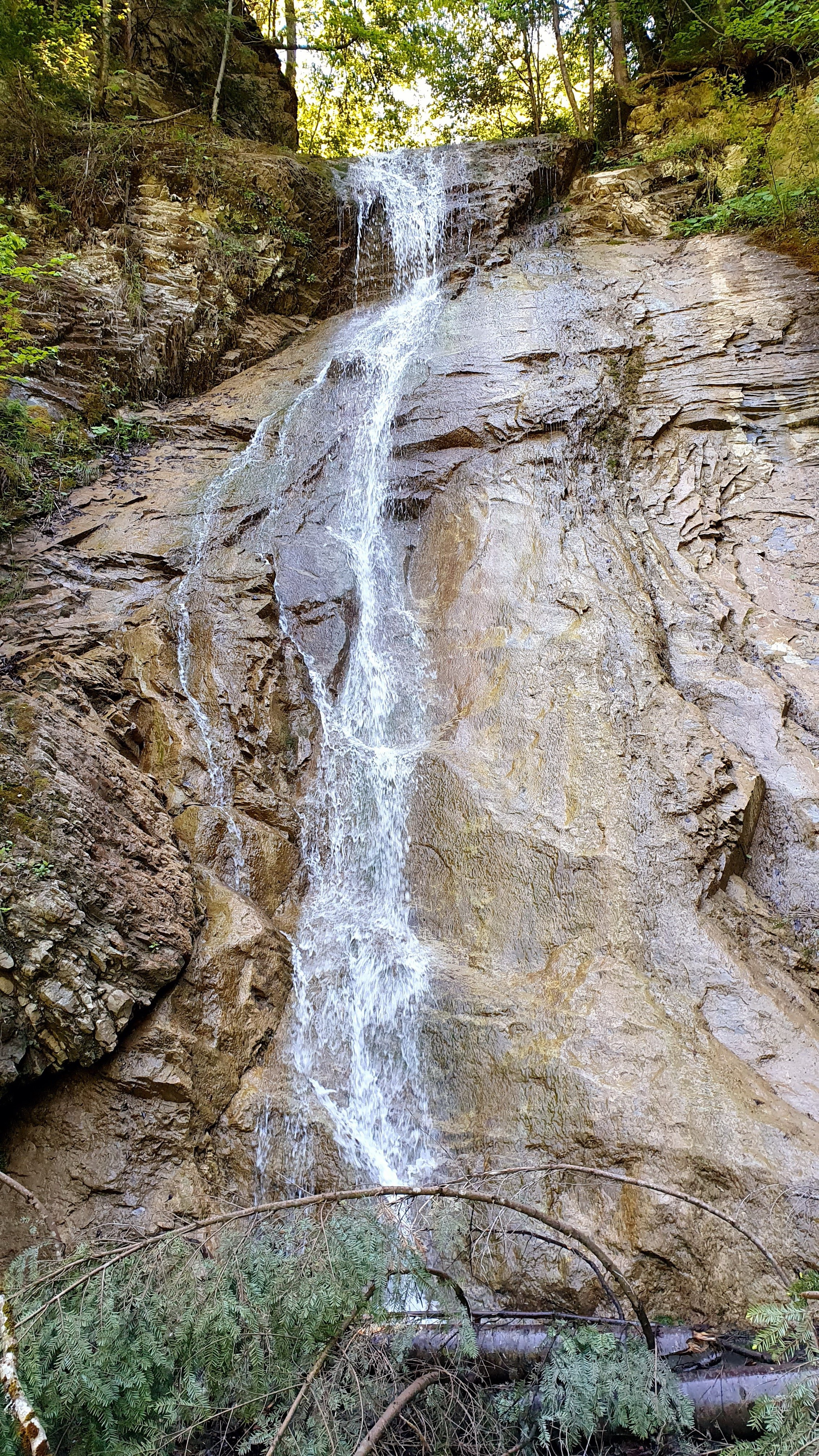
Великий Гук
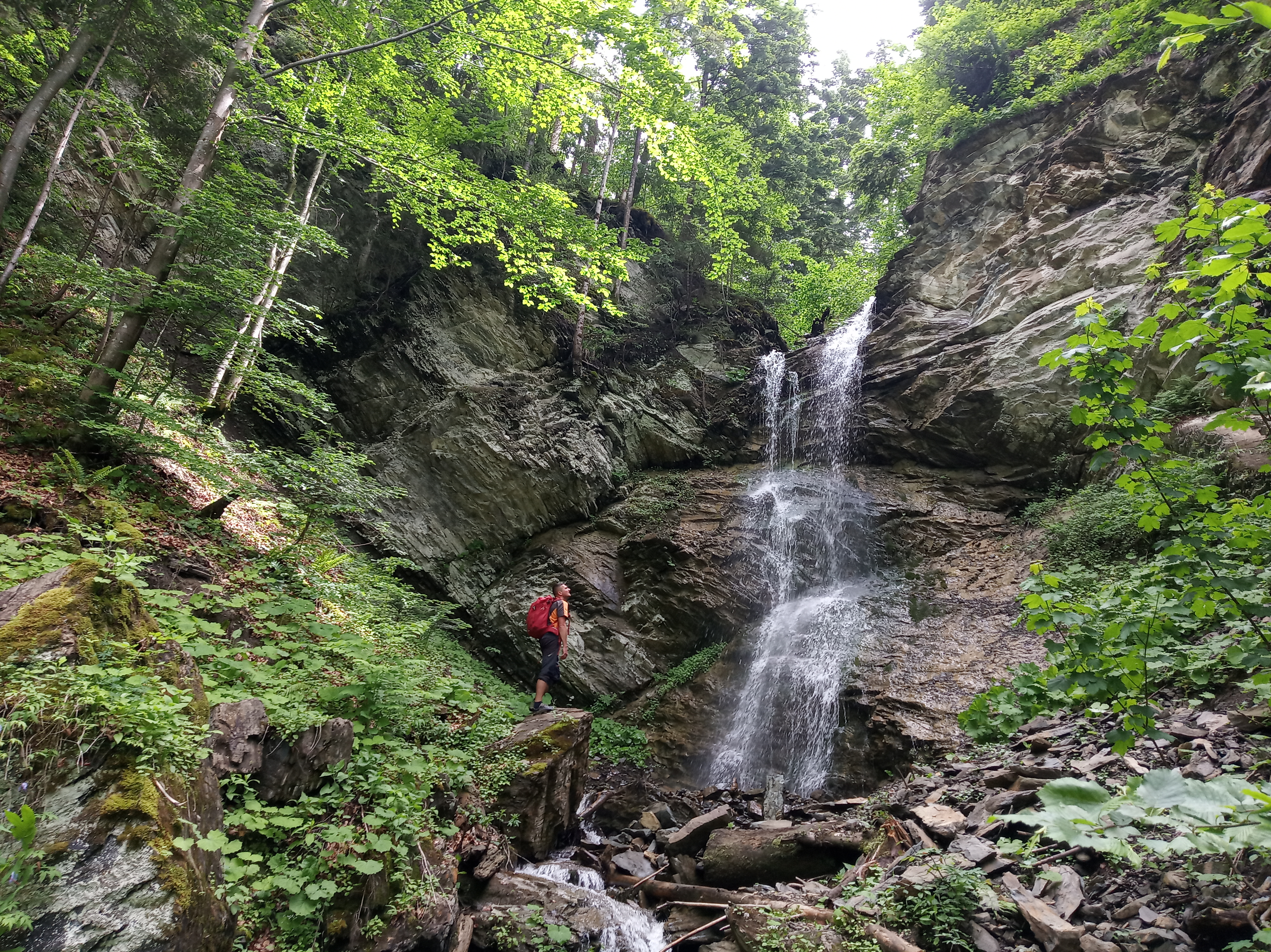
Верхній Гук
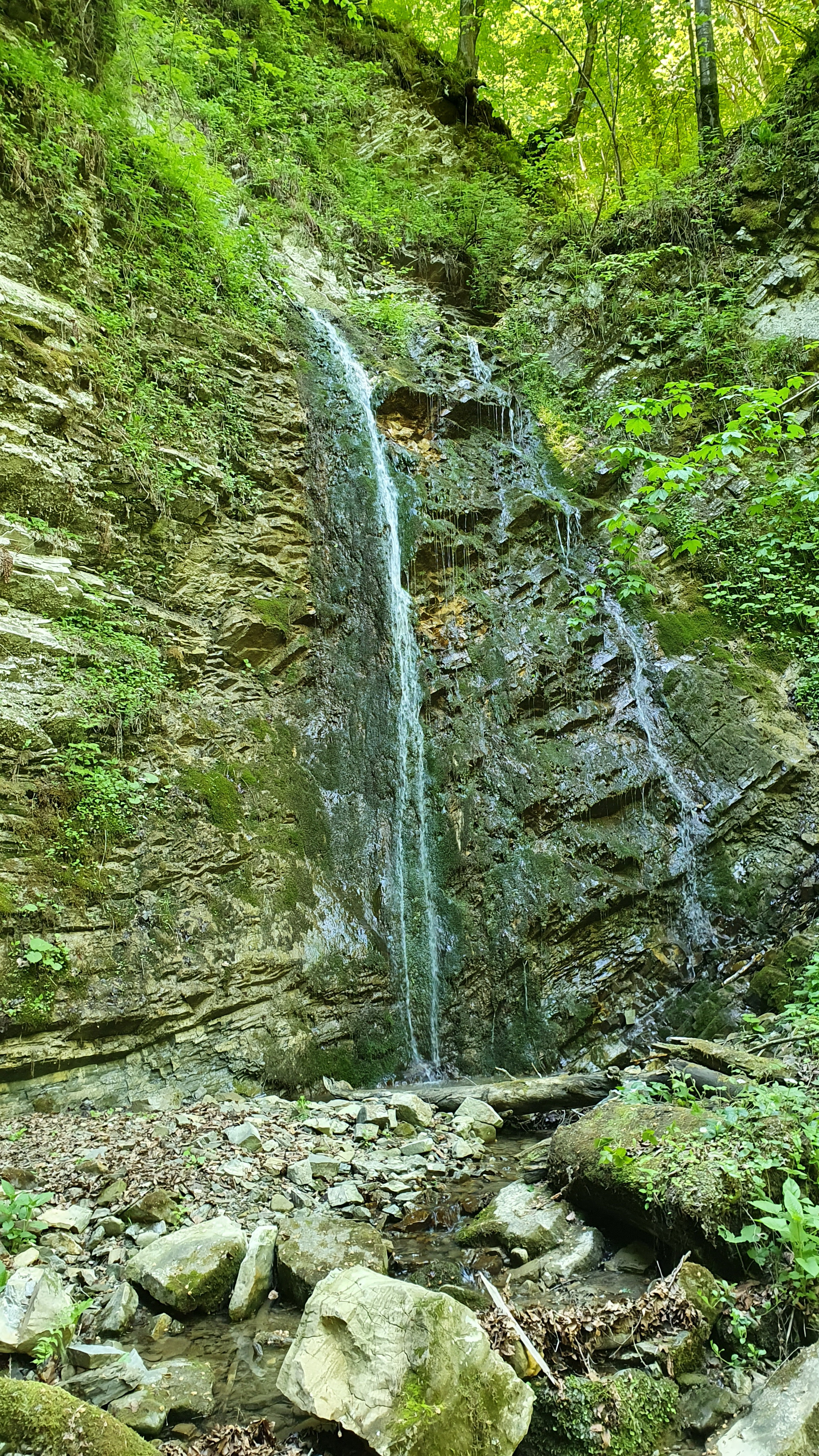
Сич
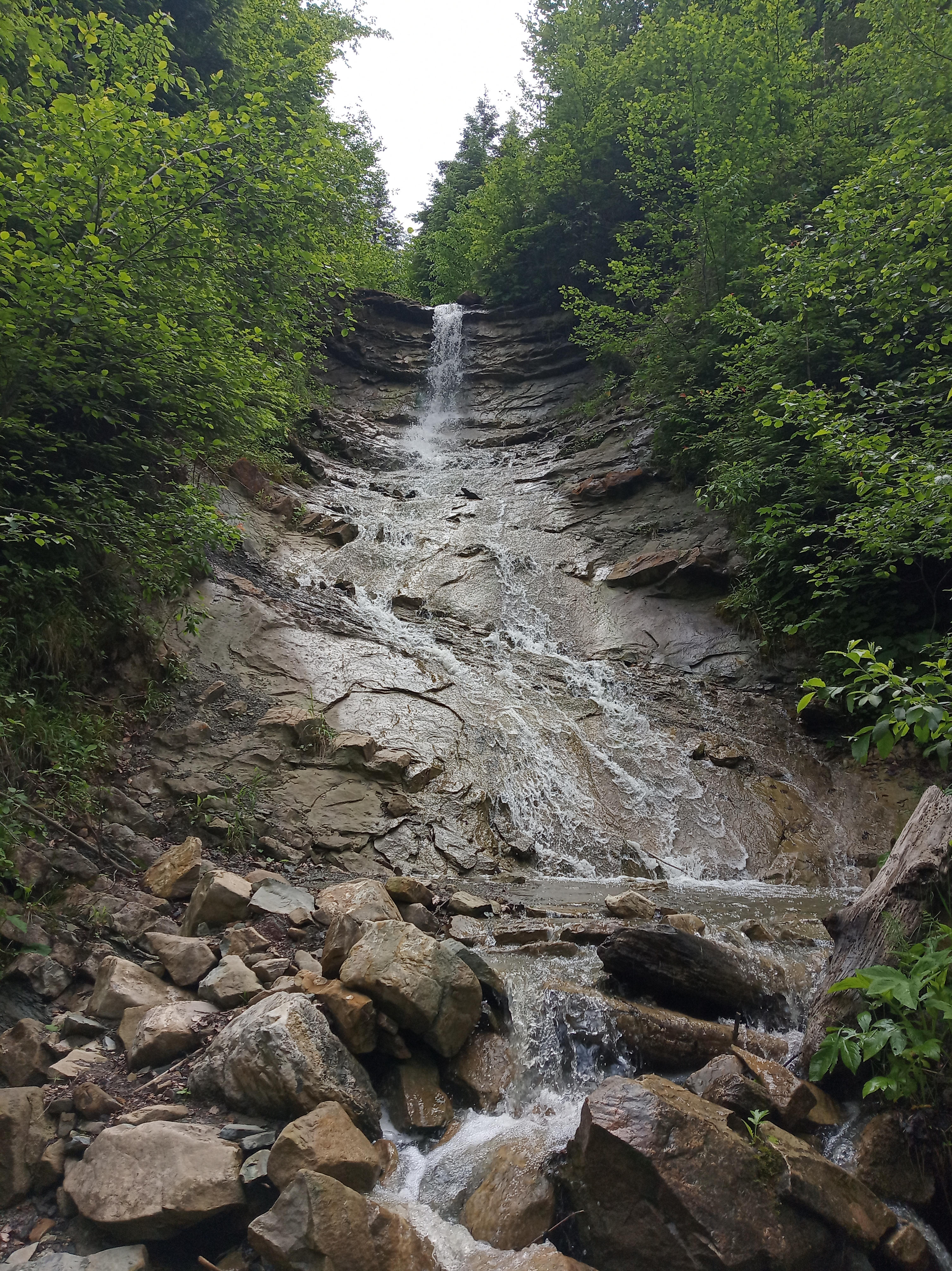
Підверхній Гук
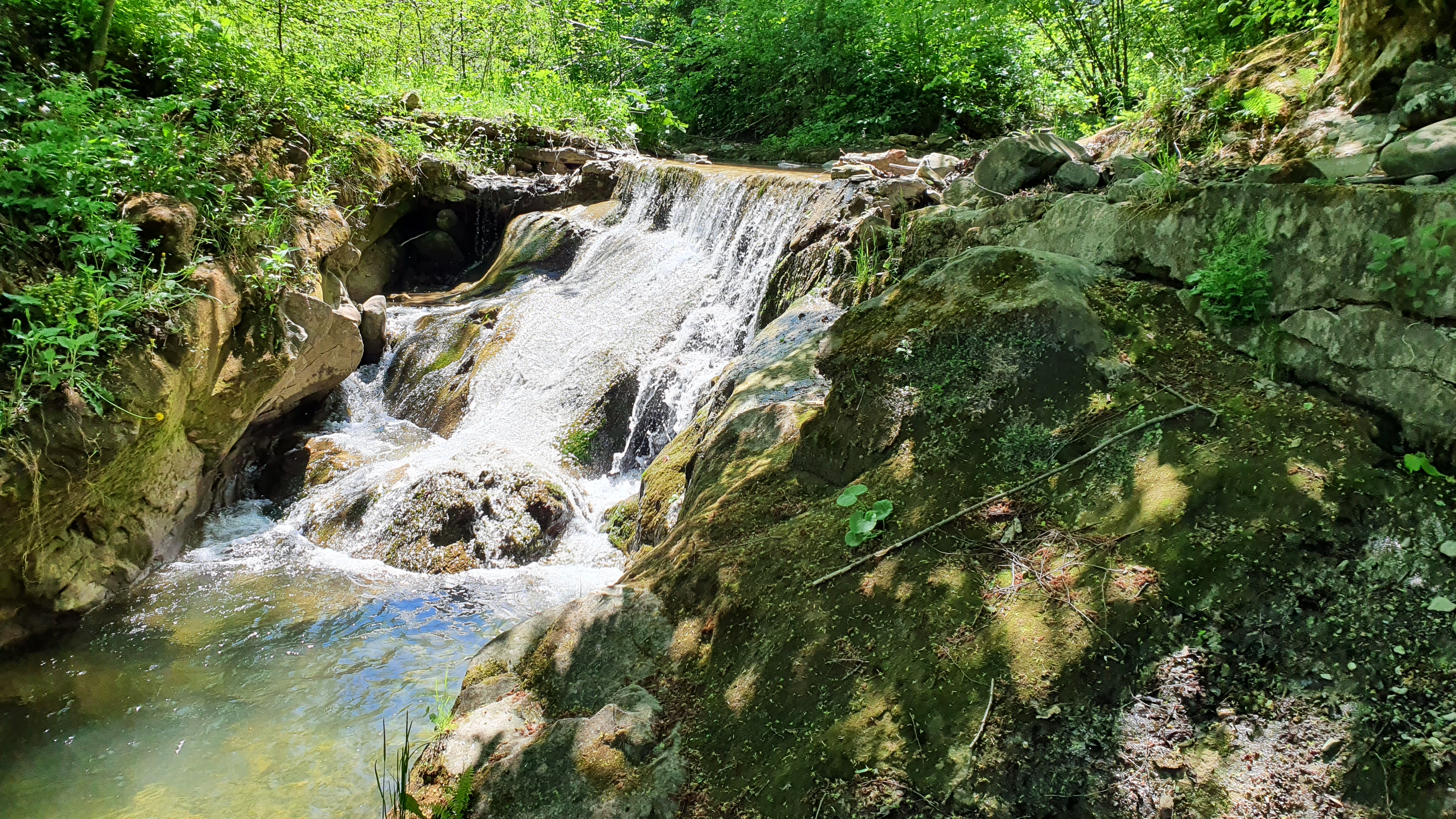
Ковбер